# Куликове поле (Одеса)
Кулико́ве по́ле — площа-сквер у Приморському районі Одеси, в історичному центрі міста. У різні роки на місці цієї площі проводилися військові паради, різноманітні святкові і розважальні заходи: за Російської імперії святкувалася Великдень, Різдво Христове, святкувалося 200-річчя з дня перемоги Московського царства у Полтавські битві та 100-річчя закінчення Французько-російської війни 1812 року тощо; у СРСР, здебільшого, проходили військові паради, першотравневі демонстрації та інше; а за часів незалежної України на Куликовому полі проводиться щорічне святкування першоквітневої Гуморини, дня міста тощо. Окрім того, ця площа відома, як колишнє кладовище. Ще у XIX столітті поблизу Куликового поля було збудовано тюрму, померлих в'язнів якої ховали на плацу, який знаходився на місці сучасного скверу. Такі ж поховання поновилися у роки Громадянської війни у Росії, а також по закінченні Другої світової війни. Досі невідомо скільки людей та де саме було поховано людей у ті роки. На початку 2014 року Куликове поле слугувало місцем проведення акцій протесту «Антимайдану». Там же було влаштовано наметове містечко, яке проіснувало до трагічних подій 2 травня, у результаті яких загинуло близько 50 осіб.
З півночі Куликове поле обмежено Італійським бульваром, зі сходу — вулицею Канатною, з півдня — вулицею Пироговською, з західної сторони через вулицю Середньофонтанську межує з Залізничним вокзалом. З півдня, зі сторони вулиці Пироговської на площу виходять провулки Катаєва та 2-й Куликовський, між якими знаходиться загальноосвітня школа № 16. На розі вулиць Канатної та Пироговської також знаходиться школа — № 59. На сході, за вулицею Канатною, Куликовим полем закінчуються провулки Орликова та Штабний. А на півночі, зважаючи на нерівності у містобудуванні, які з'явилися, насамперед, через те, що колись ця місцевість була за містом і не входила до зони «порто-франко» Італійський бульвар ділить Куликове поле зі сквером імені М. Томаса, де знаходиться корпус Одеського державного аграрного університету. Там же закінчуються вулиці Гімназична та Станкова. За півтора кілометри на схід від площі — узбережжя Чорного моря, зокрема пляж Отрада.

## Походження назви
Первісно територія сучасного Куликова поля була частиною еспланади, що підтверджується планами початку XIX ст. Після ряду подій на даній частині еспланади був утворений особливий майдан, який отримав назву «Куликове поле». У інтернеті поширена інформація, про нібито походження назви від панів Куліковських, але це не підтверджуються жодним авторитетним джерелом. Деякі краєзнавці вважають, зокрема О. Й. Губар, що назва одеського поля походить від Куликового поля у Росії, де відбулась славнозвісна битва, що пов'язано з тим. що одеське Кулікове поле призначалось для стройового огляду. Про використання Куликова поля у якості плац–парадного майдану свідчить документальна згадка 1870 рок.

## Історія

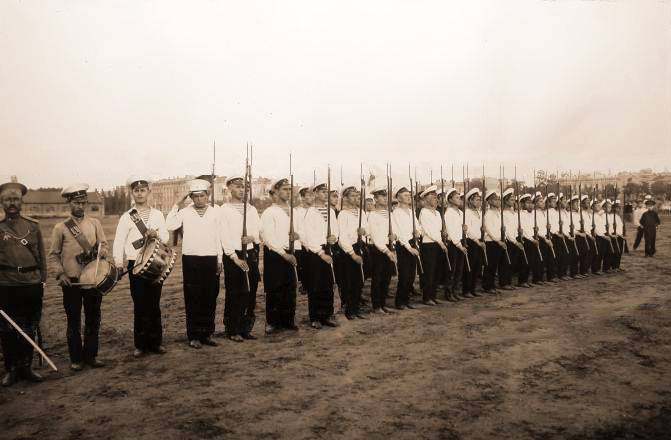
Російські військові на плацу

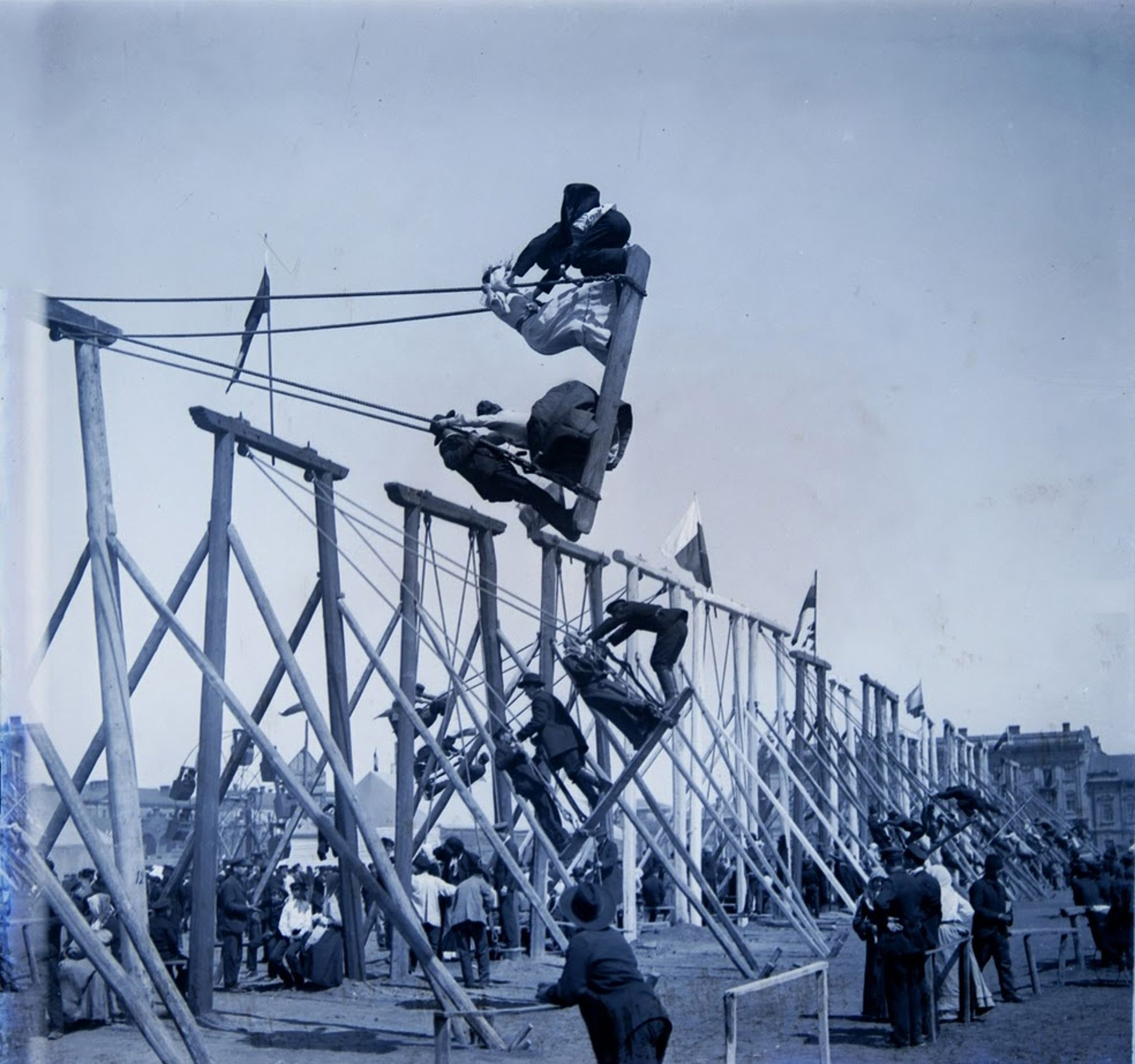
Гойдалки на Куликовому полі

На картах міста першої половини XIX століття місцевість нинішнього Куликового поля була вільна від забудови і приватних володінь, адже ця місцевість знаходилась навпроти оборонних валів, перед якими за правилами фортифікації була влаштована еспланада. З утратою значення, оборонний вал було пристосовано у 1823 році у якості другої межі «порто-франко». Еспланада не забудовувалась ще тривалий час, але біля нинішнього Куликового поля вже у 1826 році було збудовано першу міську тюрму між сучасними вулицями Олександра Станкова, Італійським бульваром та вулицею Пантелеймонівською. В зв'язку із цим на Куликовому полі неодноразово ховали померлих в'язнів, хоча це місце офіційно не вважалась кладовищем. Зокрема, 1878 року було страчено російського революціонера Івана Ковальського і поховано там же. У 1827 році межа «Порто-Франко» була перенесена далі від міста. Частину еспланади на півдні міста зайняли так звані Драгутинські плантації, яки призначалися під городи арештантської роти, якою командував Драгутин, а територія Куликового поля була засаджена по періметру деревами. Вже на плані 1854 року Куликове поле існувало у сучасних межах, однак не мало ніякої спеціальної позначки. Спільно з Драгутинськими плантаціями Куликове поле продовжувало Канатну вулицю, а у місцях перетину новоутвореної частини Канатної вулиці з поперечними провулками були влаштовані напівкруглі площі. На плані міста 1864 року згадана ділянка вже позначена у якості Куликова поля.

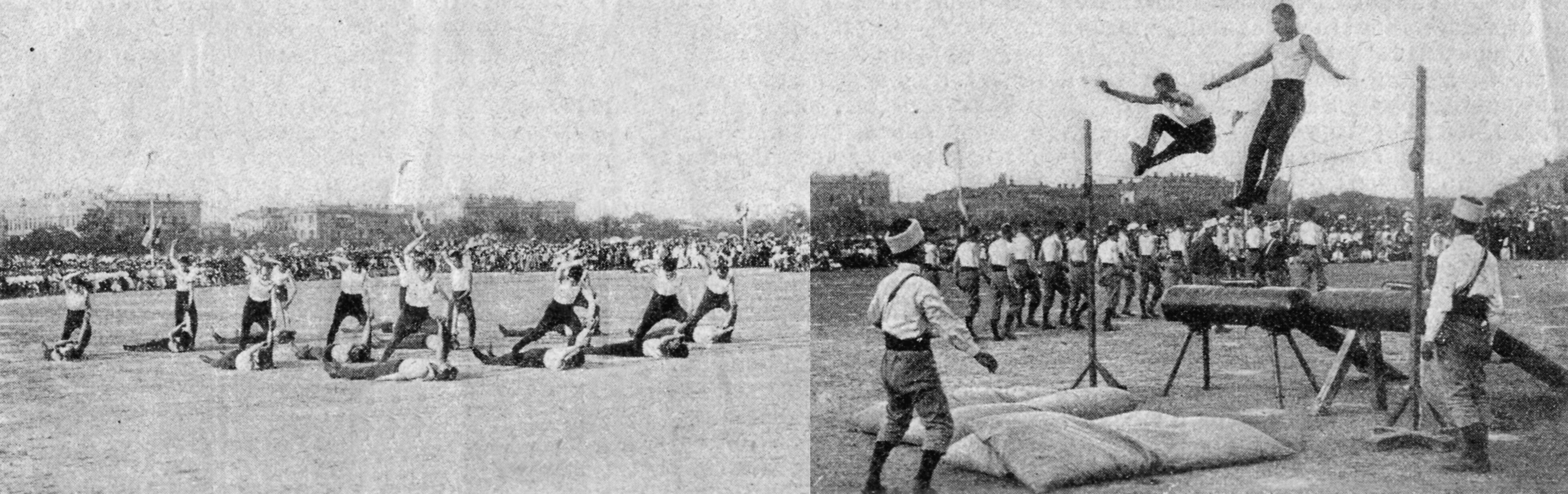
Болгарські члени молодіжної патріотичної організації на Куликовому полі виконують гімнастичні вправи. Липень 1909 року

У 1867 року на місці на Куликовом поле існувала невелика залізнична станція «Куликове поле», яка поєднувала станцію «Одеса» (нині Одеса-Товарна) з містами Балта та Ольвіополь (нині частина міста Первомайськ). Згодом, у 1883 році у західній частині Куликова поля було збудовано головну пасажирську будівлю вокзала «Куликове поле» (нині Одеський залізничний вокзал) за проектом столичного архітектора Віктора Шретера та під наглядом місцевого архітектора Олександра Бернардацці.

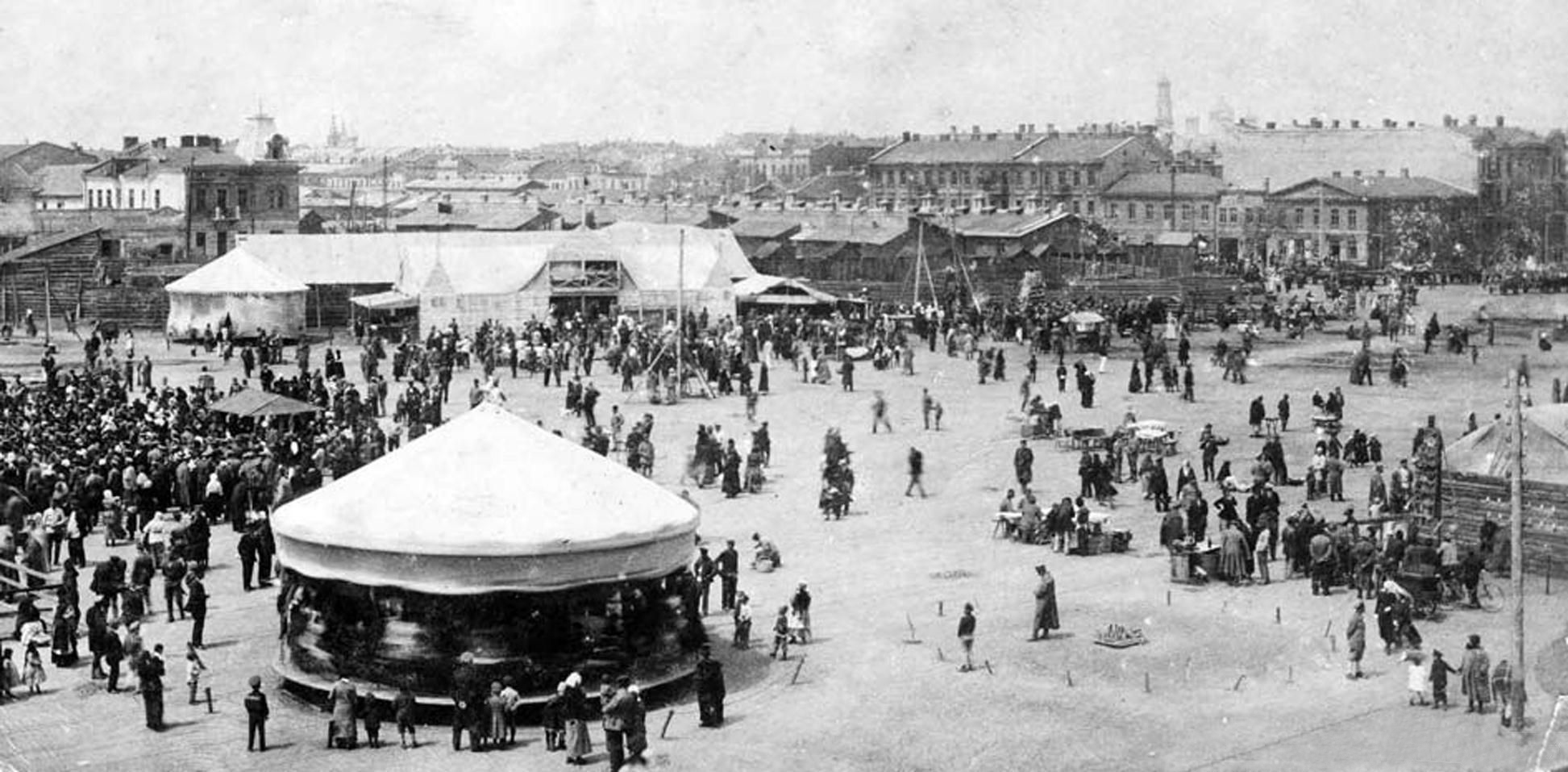
Ярмарок на Куликовому полі

У 1880 році на розі вулиці Канатної та Італійського бульвару з боку Куликового поля відкрилася кінцева зупинка кінного трамваю (конки). А вже через рік конку змінив паровий трамвай, який їхав на Великий Фонтан. У 1910-х роках парові трамваї було замінено на електричні. Згодом український архітектор Адольф Мінкус збудував павільйон трамвайної станції. Окрім огляду військ наприкінці XIX — початку XX століття на Куликовому полі проводилися народні гуляння на свята. Зокрема, на Великдень на площі встановлювалися каруселі, пересувні цирки шапіто, звіринці тощо. У липні 1909 року Одесу відвідали болгарські «юнаки», члени молодіжної патріотичної організації, які, зокрема, провели на Куликовому полі парад, а також низку виступів із виконанням різноманітних фізичних вправ.
Також Куликове поле стало центром святкування 200-річчя з дня перемоги Московського царства у Полтавські битві. Окрім військового параду організаторами свята планувалося провести низку тематичних вечорів, концертів та лекцій. Окрім того, міська дума ухвалила 19 червня 1909 року деякі перейменування вулиць до річниці перемоги. Так вулиця Канатна отримала назву «Полтавської перемоги» (рос. Полтавской победы), а вулиця Сергія Вітте (нині Всеволода Змієнка) та Старосінна площа отримали назву — «Петра Великого». Окрім того, на площі на розі вулиць Полтавської Перемоги та Італійського бульвару для святкування 20 червня того ж року був відкритий тимчасовий пам'ятник імператору Петру I. Пам'ятник являв собою бюст Петра, виконаний місцевим скульптором Марком Луїджі Молінарі з дерева висотою близько семи метрів. Вже через три роки, 1912 року, на тому ж Куликовому полі проводилися урочистості з нагоди 100-річчя закінчення Французько-російської війни 1812 року. Тоді також було відкрито тимчасовий пам'ятник Олександру I.

Братська могила жертв громадянської війни

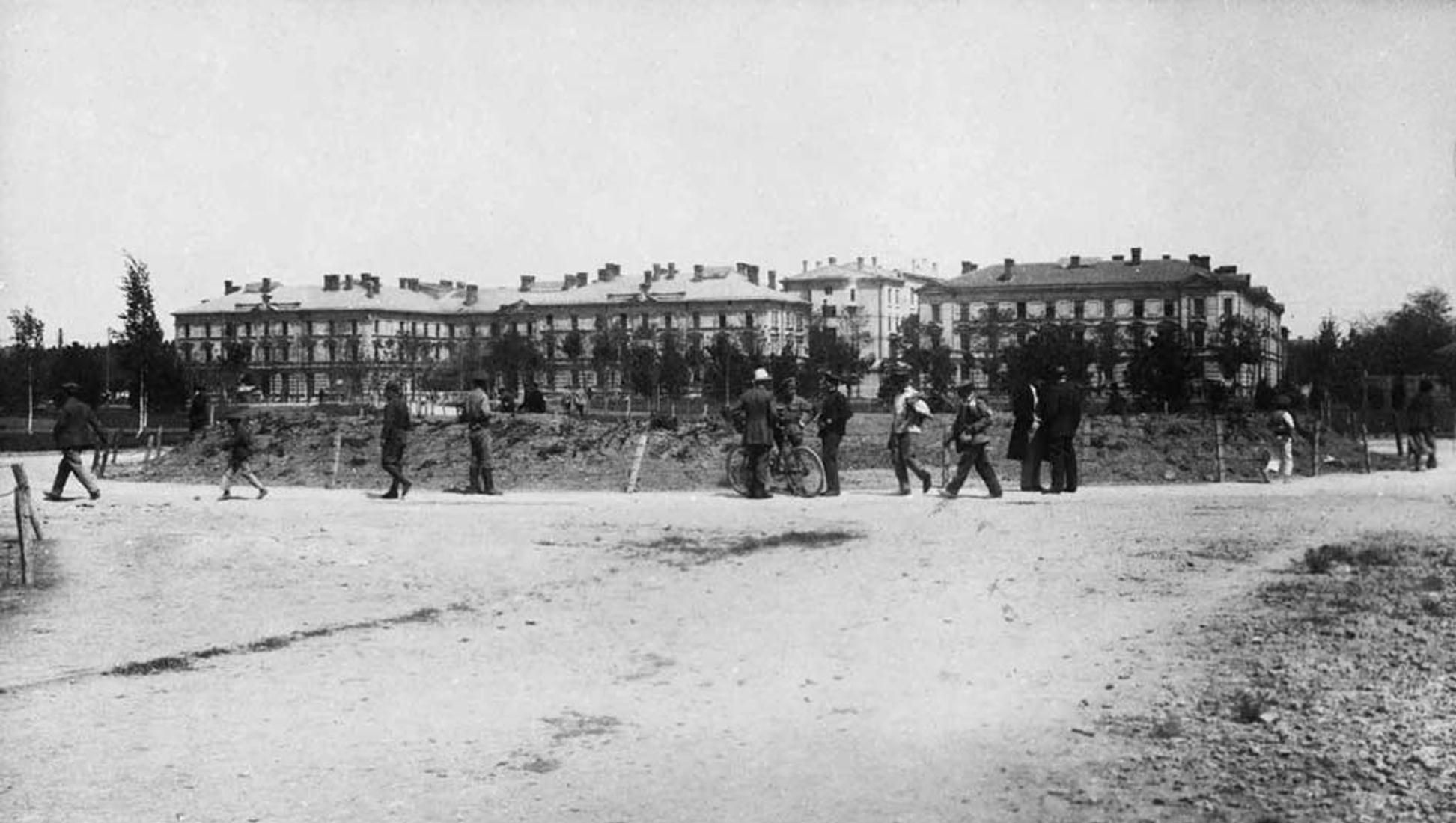
Поштівка німецького фотокомпанії Max Uhlmann: «Оdessa, Bolschew. Grab. L. 109» (Більшовицька могила)

Починаючи із 1918 року Куликове поле перетворилося у братську могилу. 17 (30) січня 1918 року біля міського залізничного вокзалу велися жорстокі бої між робочими-червоногвардійцями, революційно налаштованими солдатами та матросами з одної сторони і гайдамаками та юнкерами з іншої. У результаті цих боїв загинуло більше сотні осіб. Перше масове поховання відбулося тут 21 січня 1918 року, коли на майдані було поховано 119 (за іншими даними 117) осіб. За даними колишнього замісника директора Державного архіву Одеської області, Лілії Белоусової, під час поховання траурна процесія розтягнулася майже по усьому місту від будівлі моргу у Валіховському провулку до місця поховання на Куликовому полі.

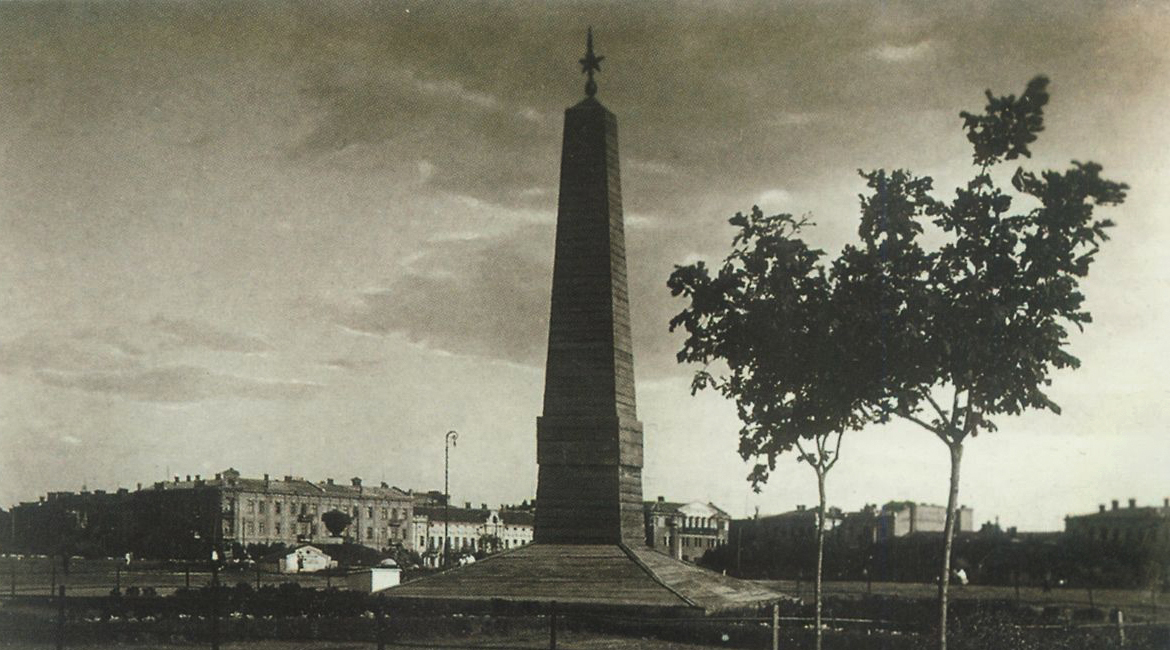
Пам'ятник «Героям революції»

Поховання на колишньому плацу проводилися впродовж майже усієї Громадянської війни до 1925 року. Так у 1919 році поряд із жертвами січневого повстання було поховано місцевого діяча анархістського руху, Григорія Красного. Наступного року на тому ж місці було поховано репресованих «денікінців», учасників «процесу 17-ти» та італійських моряків. На мапі міста 1924 року позначені усі три поховання. Наступного року там же було поховано й місцевого партійного діяча Андрія Трофімова, відомого також за прізвиськом «Дід Трофім». Після смерті Володимира Леніна місцева влада, а саме, губернський виконавчий комітет створив спеціальну комісію, що провела конкурс серед архітекторів для побудови пам'ятника-мавзолею Леніну. Однак, коли комісія обрала переможця конкурсу з найкращим проектом, який коштував більш-ніж 300 тисяч рублів, влаштування пам'ятника довелося відкласти через брак коштів. За радянської влади також на місці братської могили 1932 року було встановлено пам'ятник-обеліск, що називався «Героям революції», а саме Куликове поле було перейменовано на «площу Жовтневої революції» (рос. площадь Октябрьской революции).
Майже 20 років на Куликовому полі не проводилися жодні поховання. Під час Другої світової війни пам'ятник «Героям революції» було знищено окупаційною владою. Вони поновилися із закінченням бойових дій у місті у ході Другої світової війни, навесні 1944. Після того, як радянські війська вибили з міста німецько-румунську окупаційну владу 10 квітня на площі було поховано низку учасників оборони міста 1941 року та визволення міста 1944 року. 1959 року влада заснувала на площі, так звану, «Алею Дружби», де дерева саджали гості міста. Так 29 липня 1959 року перше дерево посадив генеральний секретар Французької комуністичної партії, Моріс Торез. У 1960-х роках обеліск, присвячений загиблим під час громадянської війни було замінено більш-сучасним пам'ятником, який було розташовано трохи далі від центру майдану. У той же час на площі почалося будівництво будівлі Одеського обласного комітету Комуністичної партії України (нині Будинок профспілок Одеської області), а також реконструкція навколишнього середовища. Усі могили учасників Другої світової війни було перенесено на «Алею Слави», що у Парку імені Тараса Шевченка. У 1967 році на честь 50-річчя революції на площі було споруджено ще пам'ятник Леніну. Автор монументу, російський скульптор Матвій Манізер, помер ще 1966, тому встановленням скульптури займався його син..
Починаючи з 1990-х років місцева влада почала активно відроджувати історичні традиції одеситів. Позаяк, це позначилося й на Куликовому полі, якому було повернуто стару назву і яке знову стало місцем проведення різноманітних святкувань. Так, місцева влада розпочала з дитячих свят, малюванні на асфальті, а також з різноманітних спортивних турнірів та виступів різних артистів. Окрім того, Куликове поле, виявилося чи не найбільшою незабудованою ділянкою у самому центрі міста, тому, звісно, стало традиційним місцем проведення мітингів різноманітних партій. Згодом, у 2009 році, за часів незалежної України пам'ятник «вождю пролетаріату» було перенесено подалі від центральної частини міста — у Парк імені Ленінського Комсомолу. Однак, ще перед переносом пам'ятника, віце-мер міста, Михайло Кучук, заявив про плани міської влади побудувати на Куликовому полі підземний торговельно-розважальний комплекс, що було вкрай-негативно сприйнято одеськими краєзнавцями та істориками, зважаючи на те, що площа деякий час слугувала некрополем. Так, навіть місцевий обласний архів не має свідоцтв про точну кількість похованих на Куликовому полі взагалі й під сучасним пам'ятником, зокрема. Наприклад, нині загублені відомості про місце знаходження могили італійських моряків, а також невідомо, чому у документах 1948 року згадано лише один пам'ятник на площі, хоча раніше їх було чотири, окрім того, невідомо хто ще був похований на місці Куликового поля окрім червоноармійців.

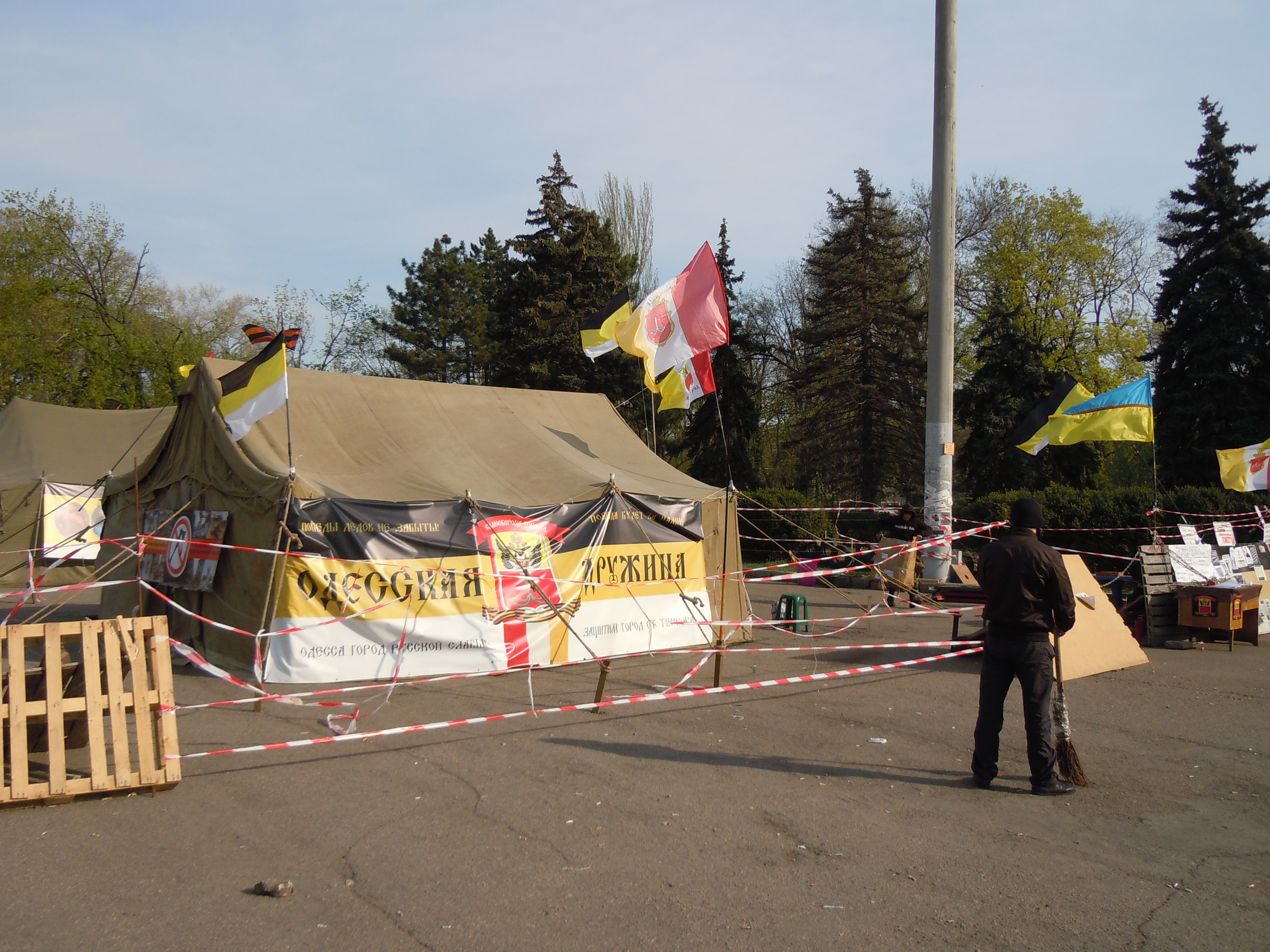
Намет російських націоналістів на площі

На початку 2014 року Куликове поле знову зіграло значну роль в історії Одеси. Так на площі перед будинком профспілок було розбито містечко Антимайдану. 2 травня 2014 року внаслідок нападів та вбивств проросійськими сепаратистами проукраїнських активістів та ультрас футбольних клубів «Чорноморець» Одеса та «Металіст» Харків розпочалася масова бійка у центральній частині міста. У ході цих подій проросійськими активістами було вбито близько шести осіб і поранено кілька сотень людей. Євромайданівці та ультрас, у свою чергу, відтіснили сепаратистів на Куликове поле. На самій площі було спалено намети сепаратистів. Близько сотні осіб виламали вхід у будинку профспілок і сховалися там. Згодом, будинок загорівся, внаслідок чого загинула 31 особа.

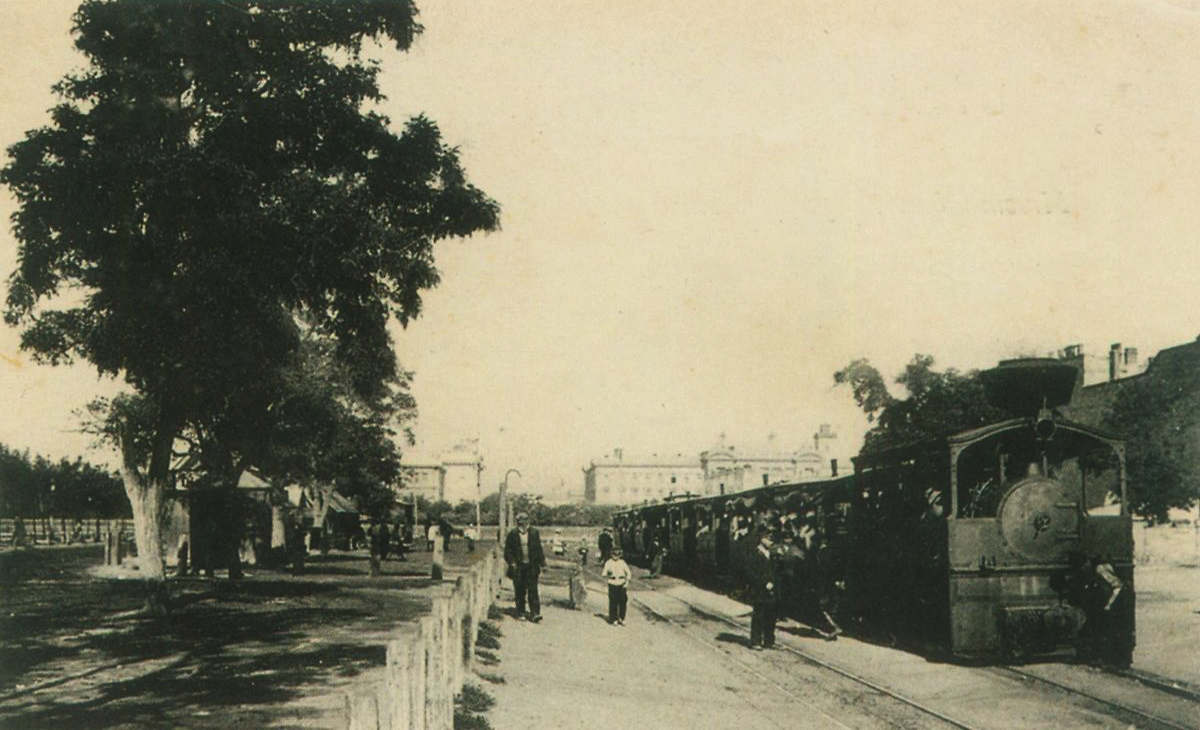
Паровій трамвай, що прямує на Великий Фонтан по вулиці Канатній (ліворуч Куликове поле)

## Транспорт
Куликове поле має контакт з транспортною мережею міста. На площі кінцеві зупинки трамваїв № 17 та № 18 
Поруч з площею проходять тролейбуси № 7, № 8, № 9 та № 10. 

## Куликове поле у мистецтві
Куликове поле потрапило у розповідь «Ядро в цоколе Дюка» з книги «Разбитая жизнь, или Волшебный рог Оберона» відомого радянського письменника Валентина Катаєва, який неодноразово згадував цю площу у своїх творах. Зокрема, у цій розповіді він подав легенду про оборону Одеси 1854 року, яка стала елементом Кримської війни. Зокрема Катаєв писав:
|                    | …Але яким чином можна було провести прапорщика прямо у капітани? Військовий статут цього не передбачав. Тоді знайшли наступний вихід. Весь гарнізон був вишикуваний на Куликовому полі; командувач військовим округом викликав з лав прапорщика Щеголева і, вручивши йому пакет з наказом і нові погони, зробив його підпоручиком. Потім, після того як підпоручик Щеголев повернувся у стрій, його знову викликали та підняли таким же чином до поручика, а через короткий час знову викликали та підняли у штабс-капітани, а потім і в капітани. Причому знамена військ були розгорнуті і гриміла військова музика. Потім війська пройшли перед капітаном Щегольовим церемоніальним маршем… Оригінальний текст (рос.) ...Но каким образом можно было произвести прапорщика прямо в капитаны? Воинский устав этого не предусматривал. Тогда нашли следующий выход. Весь гарнизон был выстроен на Куликовом поле; командующий военным округом вызвал из рядов прапорщика Щеголева и, вручив ему пакет с приказом и новые погоны, произвел его в подпоручики. Затем, после того как подпоручик Щеголев вернулся в строй, его опять вызвали и произвели таким же образом в поручики, а через короткое время опять вызвали и произвели в штабс-капитаны, а потом и в капитаны. Причем знамена войск были развернуты и гремела военная музыка. Затем войска прошли перед капитаном Щеголевым церемониальным маршем... |
| — Валентин Катаєв, | |